# Liste der Biografien/Dey
Liste der Biografien |
Portal Biografien |
Personensuche
# |
A |
B |
C |
D |
E |
F |
G |
H |
I |
J |
K |
L |
M |
N |
O |
P |
Q |
R |
S |
T |
U |
V |
W |
X |
Y |
Z |
?
 
Da |
Db |
Dc |
Dd |
De |
Dg |
Dh |
Di |
Dj |
Dk |
Dl |
Dm |
Dn |
Do |
Dq |
Dr |
Ds |
Du |
Dv |
Dw |
Dy |
Dz
 
De A |
De B |
De C |
De D |
De E |
De F |
De G |
De H |
De J |
De K |
De L |
De M |
De N |
De P |
De Q |
De R |
De S |
De T |
De V |
De W |
De Y |
De Z 

Dea |
Deb |
Dec |
Ded |
Dee |
Def |
Deg |
Deh |
Dei |
Dej |
Dek |
Del |
Dem |
Den |
Deo |
Dep |
Deq |
Der |
Des |
Det |
Deu |
Dev |
Dew |
Dex |
Dey |
Dez
Die Liste der Biografien führt alle Personen auf, die in der deutschsprachigen Wikipedia einen Artikel haben. Dieses ist eine Teilliste mit 69 Einträgen von Personen, deren Namen mit den Buchstaben „Dey“ beginnt.

## Dey
- Dey, Anton (1892–1973), deutscher Politiker (SPD), MdL
- Dey, Bruno (* 1927), deutscher SS-Mann und KZ-Wachmann
- Dey, Gita (1931–2011), indische Schauspielerin des bengalischen Theaters und des bengalischen Films
- Dey, Graeme (* 1962), schottischer Politiker
- Dey, Manishi (1909–1966), indischer Maler
- Dey, Manna (1919–2013), indischer Playbacksänger
- Dey, Mohini (* 1996), indische Bassgitarristin (Fusionjazz)
- Dey, Sebastian (* 1979), deutscher Musiker
- Dey, Subhankar (* 1993), indischer Badmintonspieler
- Dey, Sukhen (* 1989), indischer Gewichtheber
- Dey, Susan (* 1952), US-amerikanische SchauspielerinSusan Dey (* 1952)

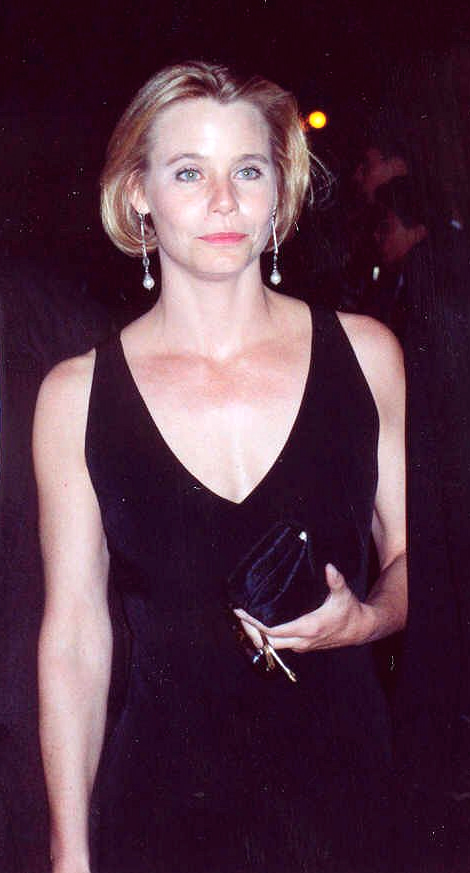
Susan Dey (* 1952)

- Dey, Tom (* 1965), US-amerikanischer Filmproduzent und -regisseur
- Dey, Tracey (* 1943), US-amerikanische Popmusik-Sängerin
- Dey, William Morton (1880–1961), US-amerikanischer Romanist

### Deya
- Deyaert, Nele (* 1979), belgische Basketballspielerin
- Deyama, Toshimitsu (* 1965), japanischer Musiker

### Deyb
- Deybach, Christian Zech von († 1693), oberösterreichischer Geheimrat und Hofkammerpräsident
- Deybach, Constantin Zech von (* 1625), österreichischer Hofkammerrat und Oberforstmeister der Markgrafschaft Burgau
- Deybach, Ferdinand Zech von (1786–1862), bayerischer Generalmajor
- Deybach, Franz Joseph Wolfgang Zech von (1737–1778), Augustinerchorherr, Kanoniker und Probst
- Deybach, Marquard Joseph Maria Zech von (1716–1782), deutscher Höfling
- Deybeck, Karl von (1866–1944), bayerischer Staatsminister der Finanzen
- Deybel von Hammerau, Johann Sigmund († 1752), deutscher Architekt und Offizier im Dienste des August II (Polen)

### Deyc
- Deycke, Georg (1865–1938), deutscher Arzt
- Deycks, Ferdinand (1802–1867), deutscher Klassischer Philologe
- Deycks, Vinzenz (1768–1850), deutscher Advokat und Notar

### Deyd
- Deydier, Brigitte (* 1958), französische Judoka
- Deydier, Paul, französischer Fechter

### Deye
- Deyen, Adelbert von (1953–2018), deutscher Musiker, Komponist, Maler und Grafiker
- Deyerling, Gerhard (1936–2020), deutscher Leichtathlet
- Deyermond, Alan (1932–2009), britischer Romanist, Historiker und Literaturwissenschaftler
- Deyers, Lien (* 1909), niederländische SchauspielerinLien Deyers (* 1909)

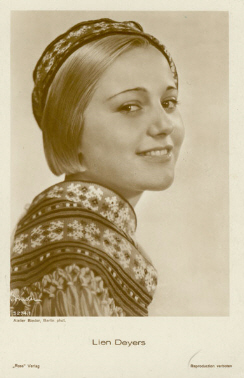
Lien Deyers (* 1909)

### Deyg
- Deyglun, Henry (1903–1971), kanadischer Schauspieler, Regisseur und Autor französischer Herkunft

### Deyh
- Deyhim, Sussan (* 1958), iranisch-amerikanische Sängerin, Komponistin und Tänzerin
- Deyhle, Erwin (1914–1989), deutscher Fußballspieler
- Deyhle, Peter (* 1936), Schweizer Gastroenterologe
- Deyhle, Rolf (1938–2014), deutscher Unternehmer

### Deyl
- Deyl, Radek (* 1989), slowakischer Eishockeyspieler
- Deyl, Rudolf junior (1912–1967), tschechoslowakischer Schauspieler
- Deyle, Florian (* 1973), deutscher Filmproduzent
- Deyle, John (1954–2023), US-amerikanischer Schauspieler
- Deyle, Sebastian (* 1977), deutscher Schauspieler und ModeratorSebastian Deyle (* 1977)

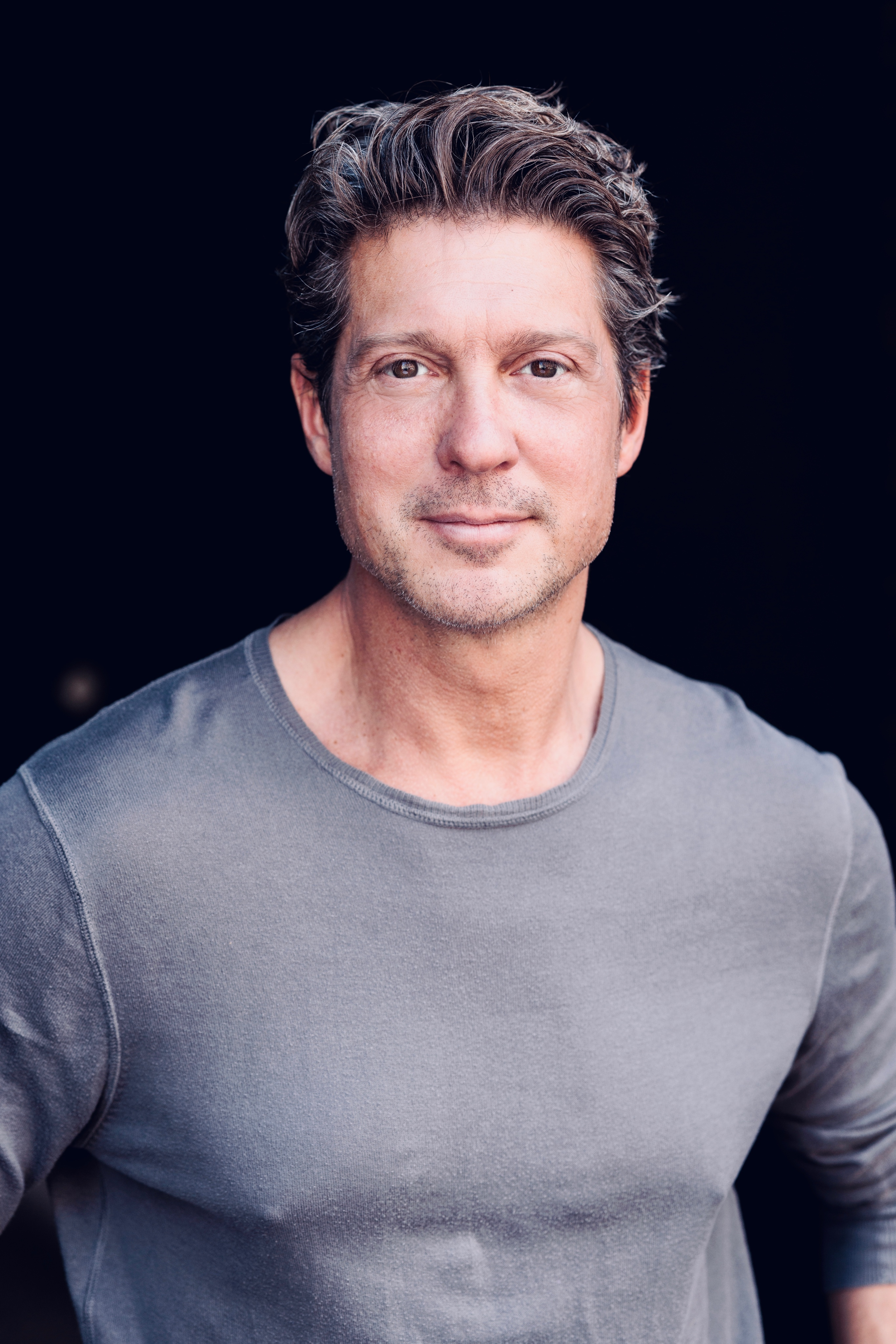
Sebastian Deyle (* 1977)

- Deylen, Christopher von (* 1970), deutscher Musiker, Musikproduzent und Komponist
- Deyling, Salomon (1677–1755), deutscher evangelischer Theologe

### Deym
- Deym von Střítež, Franz (1838–1903), österreichischer Diplomat
- Deym ze Stříteže, Vlastimil Vojtěch (1812–1863), tschechischer Adliger und Politiker
- Deym, Friedrich von (1801–1853), böhmischer Großgrundbesitzer und Abgeordneter der Frankfurter Nationalversammlung
- Deym, Joseph von (1752–1804), böhmischer Adeliger, Wachsbildner, Musikmäzen und Inhaber einer Wiener Kunst- und Kuriositätengalerie
- Deyman, Jan (1620–1666), holländischer Chirurg
- Deymann, Clementine (1844–1896), Priester und Gefängnisseelsorger
- Deymann, Heinz (1916–2003), deutscher Kommunalpolitiker der DKP
- Deymann, Matthias (1799–1871), deutscher Jurist und Politiker
- Deymer, Mustafa Arif (1874–1957), osmanischer und türkischer Politiker

### Deyn
- Deyn, Agyness (* 1983), britisches Topmodel, Schauspielerin und Sängerin
- Deyna, Kazimierz (1947–1989), polnischer FußballspielerKazimierz Deyna (1947–1989)

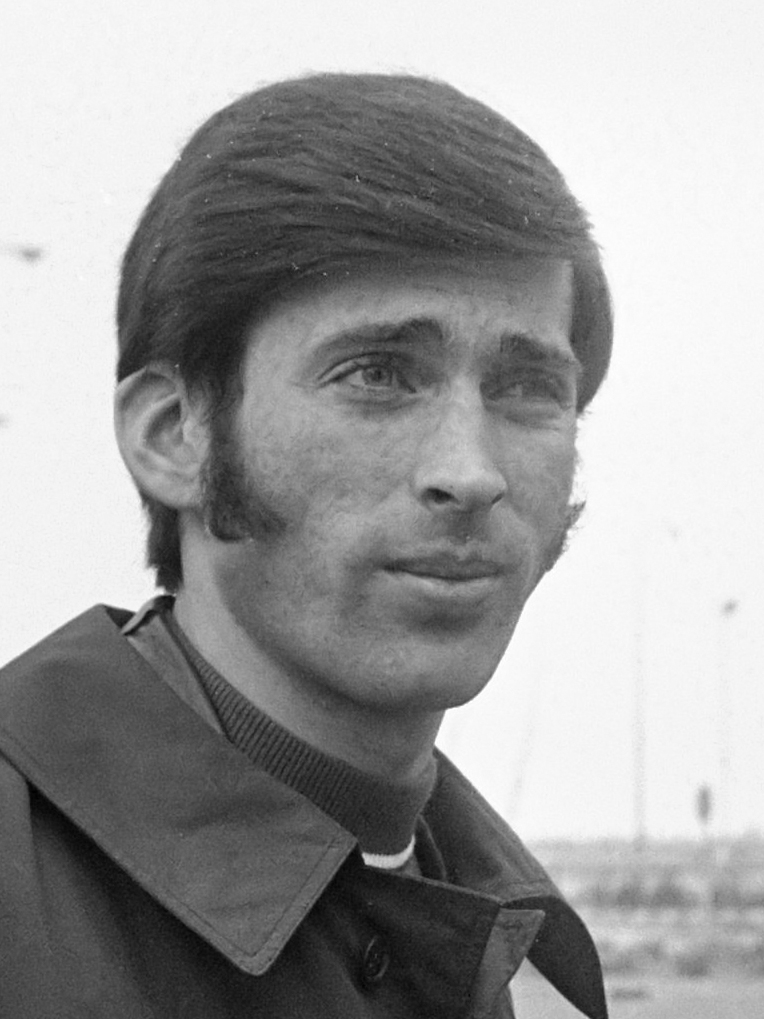
Kazimierz Deyna (1947–1989)

- Deynan, Antonius (1584–1597), Märtyrer
- Deyneli, Hülya (* 1978), deutsche Fernsehmoderatorin und Journalistin

### Deyo
- DeYoung, Cliff (* 1946), US-amerikanischer Musiker und Filmschauspieler
- DeYoung, Dennis (* 1947), US-amerikanischer Musiker
- DeYoung, Seri (* 1989), US-amerikanische Schauspielerin, Regisseurin, Drehbuchautorin und Filmproduzentin

### Deyp
- Deypalan, Nové (* 1966), philippinischer Dirigent und Komponist

### Deyr
- Deyrer, Johann Baptist (1738–1789), deutscher Hofmaler im Hochstift Freising
- Deyrolle, Jean-Jacques (1911–1967), französischer Maler und Grafiker
- Deyrolle, Théophile (1844–1923), französischer Genremaler, Illustrator und Keramiker

### Deys
- Deys, Friedrich († 1429), Bischof von Lavant, Bischof von Chiemsee
- Deyssenroth, Hans (* 1937), deutscher Jazzmusiker und Physiker
- Deyßing, Heinrich Emil (1818–1901), deutscher Jurist und Politiker

### Deyt
- Deyto, Patrick (* 1990), philippinischer Fußballspieler

### Deyv
- Deyverson (* 1991), brasilianischer Fußballspieler